# ویکتور خروپا
ویکتور خروپا (روسی: Виктор Владимирович Хряпа؛ زادهٔ ۳ اوت ۱۹۸۲) بازیکن بسکتبال اهل روسیه است.
از باشگاه‌هایی که در آن بازی کرده‌است می‌توان به باشگاه بسکتبال زسکا مسکو، شیکاگو بولز، و پورتلند تریل بلیزرز اشاره کرد.
وی در مسابقات کشوری و بین‌المللی در مجموع برندهٔ ۱ مدال طلا، ۲ مدال برنز شده‌است.